# قالب‌گیری تزریقی لاستیک سیلیکون مایع
قالب‌گیری تزریقی لاستیک سیلیکون مایع (به انگلیسی: Injection molding of liquid silicone rubber یا به اختصار LSR) روندی برای تولید قطعاتی قابل انعطاف و بادوام در حجم بالاست.
لاستیک سیلیکون مایع یک سیلیکون بهبود یافته با پلاتین خلوص بالا با تغییر شکل پلاستیک کم پس از اعمال نیرو، پایداری زیاد و توانایی مقاومت دربرابر دماهای بالا و پایین می‌باشد که به سبب خواص خود برای تولید قطعات در زمانی که کیفیت بالا احتیاج است ماده‌ای ایدئال است. به علت طبیعت ترمو استیت این ماده، قالب‌گیری تزریقی سیلیکون مایع نیازمند ملاحظات خاصی است. برای مثال مخلوط کردن توزیعی شدید، در حالی که تا قبل از هل داده شدن ماده داخل حفرهٔ گرم شده و ولکانس آن را در دمای پایین نگه می‌دارد.
از جهت شیمیایی، لاستیک سیلیکون از خانوادهٔ الاستومترهای گرماسخت می‌باشد که دارای زنجیره‌ای اصلی از اتم‌های سیلیکون و اکسیژن پشت سر هم (و نه اتم‌های کربن) و گروه‌های کناری متیل یا وینیل می‌باشند. لاستیک‌های سیلیکون حدود ۳۰درصد از خانوادهٔ سیلیکون‌ها را تشکیل می‌دهند که آن‌ها را بزرگترین گروه از این خانواده می‌کند. لاستیک‌های سیلیکون خواص فیزیکی خود را در محدودهٔ وسیعی از دماها حفظ می‌کنند و وجود گروه‌های متیلی در این مواد آن هارا به شدت آبگریز می‌کند.
کاربردهای معمول لاستیک سیلیکون مایع محصولاتی هستند که که نیاز به دقت بالا دارند مانند آب‌بند مکانیکی، اجزای آب‌بندی، اتصالات الکتریکی، اتصالات چندپینی، محصولاتی که برای نوزادان تولید می‌شوند که سطح نرم و صاف مطلوب است مانند شیشه شیر. مصارف پزشکی، ساخت مولاژهای بدن قسمت‌های مختلف بدن برای مصارف آموزشی پزشکی

و همچنین وسایل آشپزخانه مانند قالب‌های شیرینی پزی، کاردک و غیره. گاهی لاستیک سیلیکون داخل قطعات دیگر که از پلاستیک‌های دیگر ساخته شده‌اند اورمولد(overmolded) می‌شود. 

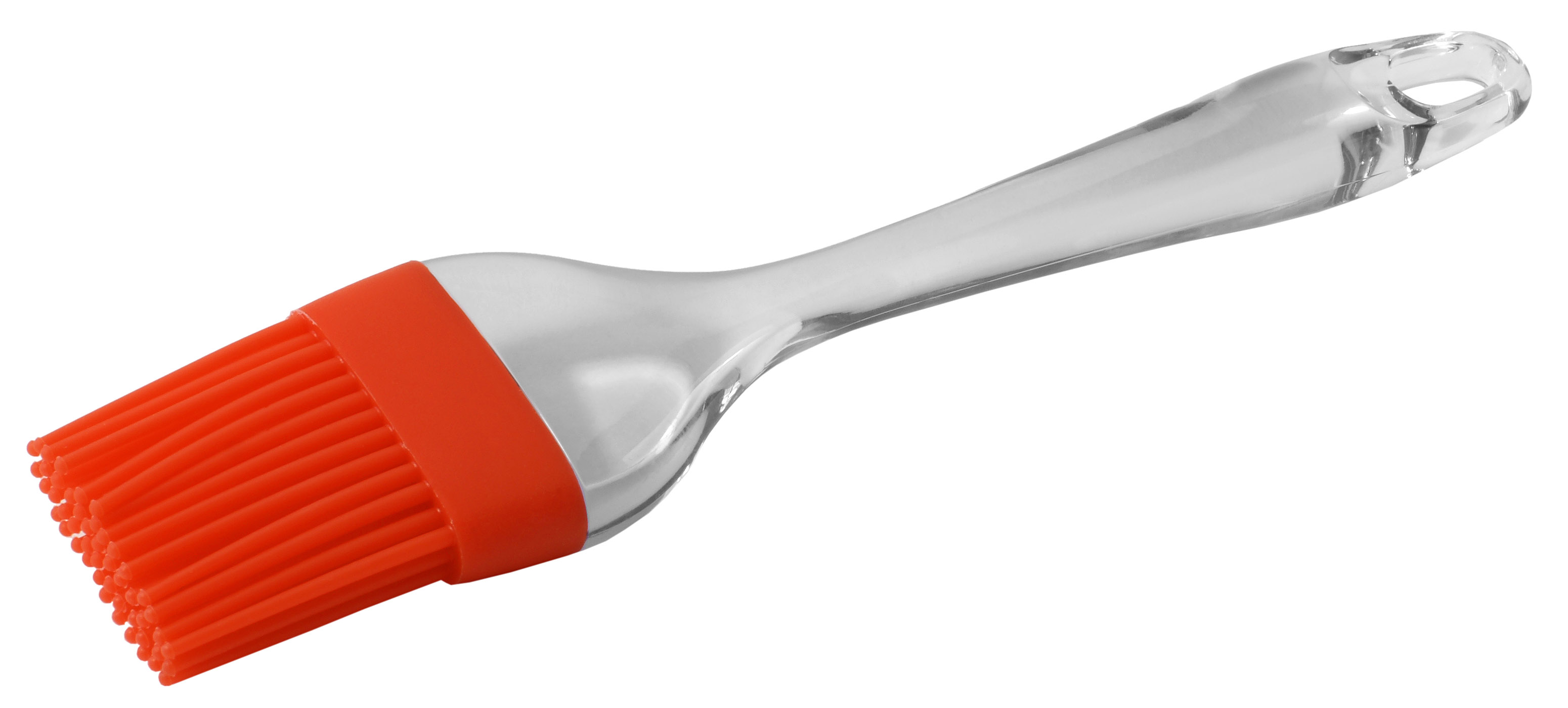
سر قلم موی آشپزخانهٔ از جنس سیلیکون

## تجهیزات
برای رخداد کامل فرایند قالب‌گیری تزریقی لاستیک سیلیکون مایع، اجزای مکانیکی متعددی باید درد محل باشند. معمولاً، ماشین قالب‌گیری نیازمند یک دستگاه پمپاژ اندازه گیرنده که پیوسته به واحد تزریق است – یک مخلوط کن پویا یا ایستا به آن متصل است. یک سیستم یکپارچه می‌تواند در دقت و کارایی فرایند کمک کند. اجزای مهم یک ماشین قالب‌گیری سیلیکون مایع شامل موارد زیر می‌شود.

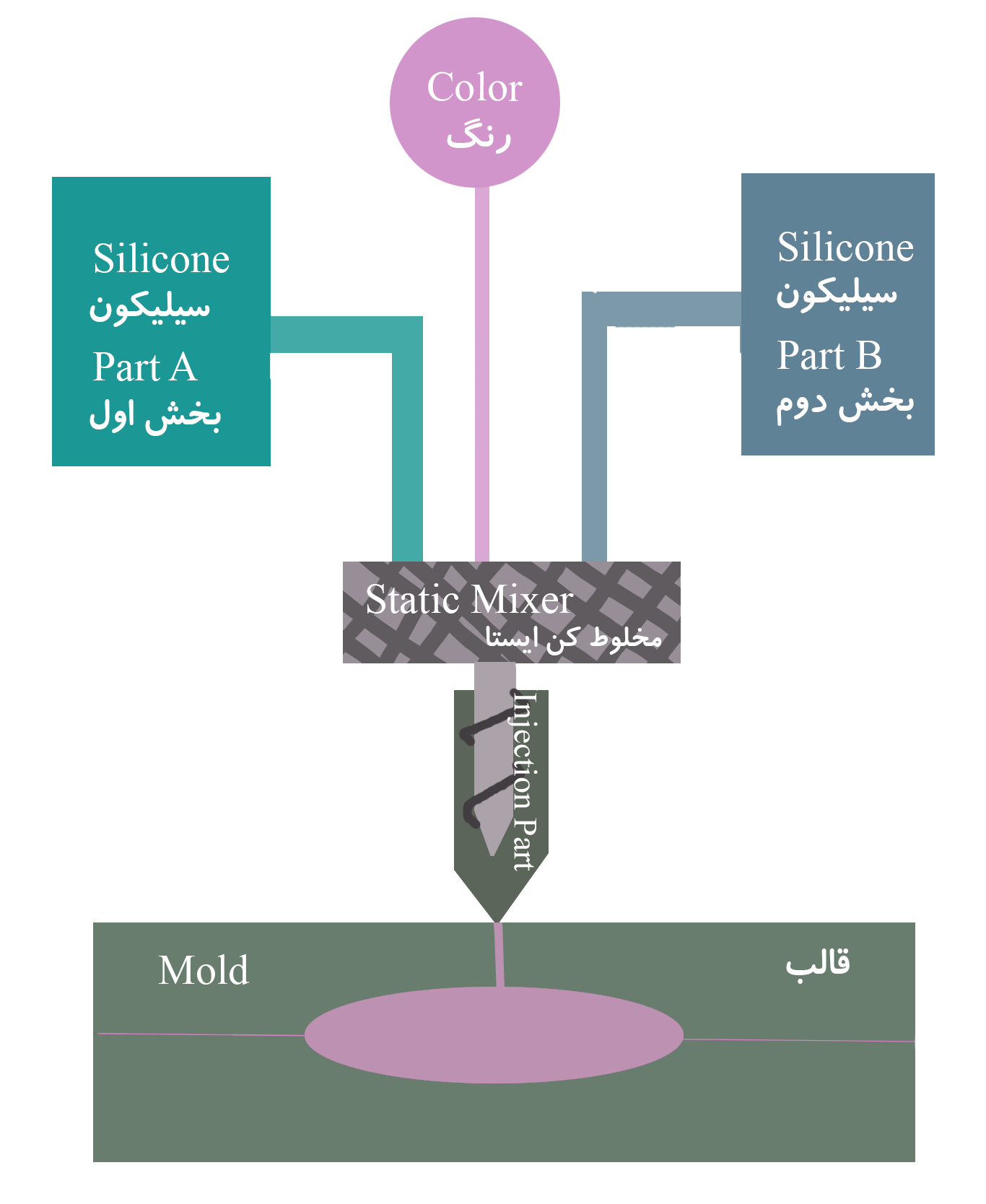
شماتیک دستگاه تزریق سیلیکون

تزریق‌کننده: دستگاه تزریق مسئولیت ایجاد فشار بر سیلیکون مایع به منظور کمک رسانی به تزریق ماده در داخل بخش پمپاژ ماشین می‌باشد. نرخ تزریق و فشار می‌تواند طبق صلاحدید اپراتور تنظیم شود.
واحد اندازه‌گیری: واحد اندازه‌گیری دو مادهٔ مایع اولیه، کاتالیزگر و سیلیکون پایه تشکیل را پمپ می‌کند، اطمینان حاصل می‌کند که هردو ماده که با
هم آزاد می‌شوند یک نسبت ثابت را حفظ کنند.
استوانهٔ تأمین: استوانهٔ تأمین، به عنوان ظرف اولیه برای مخلوط کردن مواد می‌باشد. استوانهٔ تأمین و ظرف نگهدارندهٔ رنگدانه هر دو به سیستم پمپاژ اصلی متصل می‌شوند.
مخلوط کن (همزن): همزن پویا یا ایستا مواد را پس از خروجشان از واحد اندازه‌گیری با هم مخلوط می‌کند. پس از مخلوط شدن از فشار برای راندن مخلوط به داخل قالب تعیین شده‌استفاده می‌شود.
نازل: برای تسهیل نشستن مخلوط در داخل قالب، از نازل استفاده می‌شود. غالباً، نازل یک شیر قطع و وصل (شات آف) دراد که به جلوگیری از نشتی و پیش از حد پرشدن قالب کمک می‌کند.
گیرهٔ قلاب: گیرهٔ قالب در طی تزریق قالب را می‌گیرد و پس از تکمیل شدن قالب را باز می‌کند.

## ویژگی‌های LSR
زیست سازگاری: تحت تست‌های فراوان، لاستیک سیلیکون مایع سازگاری بسیار بالایی با بافت‌های انسان و سیالات بدن نشان داده‌است. در مقایسه با سایر الاستومترها، LSR دربرابر رشد باکتری‌ها مقاوم است و برخلاف سایر مواد لکه و پوسیدگی برجا نمی‌گذارد. این ماده همچنین بی‌بو و بی‌مزه است و می‌تواند به گونه‌ای فرمول بندی شود که سخت‌گیری‌های FDA (سازمان غذا و داروی آمریکا) را نیز برآورده کند. ماده می‌تواند توسط روش‌های گوناگونی استرلیزه شود. مانند اتوکلاو بخار، اکید اتیلین (ETO)، اشعهٔ گاما، پرتو الکترونی و روش‌های متعدد دیگر. 

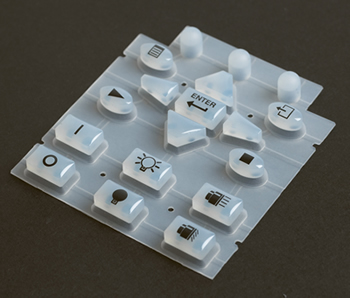
صفحه کلید کنترل با استفاده از لاستیک سیلیکون

طول عمر بالا: قطعات LSR می‌توانند در شرایط دمایی سخت مقاومت کنند. این خاصیت آن‌ها را برای مصارفی مانند قطعات زیر کاپوت خودروها و نزدیکی موتور امتخابی ایدئال می‌کند. قطعاتی که از تزریق لاستیک سیلیکون مایع تولید می‌شوند مقاوم در برابر آتش هستند و آب نمی‌شوند.
مقاومت شیمیایی: لاستیک سیلیکون مایع، مقاوم دربرابر آب، اکسیداسیون و برخی محلول‌های شیمیایی مانند اسیدها و قلیاها است.
ویژگی‌های مکانیکی: LSR تغییر طول زیاد، حد مجاز تنش کششی و پارگی زیاد، انعطاف‌پذیری بالا و محدودهٔ سختی بین ۵ تا 80 Shore A دارد.
ویژگی‌های الکتریکی: LSR دارای خواص عایق عالی است؛ که یک گزینهٔ خوب را برای میزبانی از کاربردهای الکتریکی ارائه می‌دهد. در مقایسه با عایق‌های مرسوم، سیلیکون می‌تواند در دماهای بالاتر و پایین‌تری به کارگرفته شود.
شفافیت و رنگی بودن: LSR از یک شفافیت ذاتی بهره می‌برد. این صفت امکان تولید محصولات قالب‌گیری شدهٔ رنگی و سفارشی را فراهم می‌کند.

## فرایند قالب‌گیری تزریقی
لاستیک سیلیکون مایع در داخل بشکه‌ها رسانده می‌شود. به سبب چگالی پایین آن‌ها، این لاستیک‌ها می‌توانند از داخل خطوط لوله پمپ شوند به تجهیزات حرارت زیاد پمپ شوند. دو جزء از داخل یک مخلوط کن ایستا توسط پمپ اندازه‌گیری عبور داده می‌شوند. یکی از اجزا دارای کاتالیز (معمولاً بر پایهٔ پلاتین) است. یک خمیر رنگ دهی نیز می‌توانند مانند سایر مواد افزودنی قبل از ورود مواد به بخش مخلوط کن ایستا، به مواد اضافه شود. در مخلوط کن ایستا اجزا به خوبی مخلوط شده و به بخش اندازه‌گیری سرد ماشین قالب‌گیری تزریقی فرستاده می‌شوند. مخلوط کن ایستا یک مادهٔ بسیار همگن را ارائه می‌دهد. در محصولاتی که نه تنها در سراسر بخش بسیار سازگار بلکه از بخش تا بخش نیز این‌گونه هستند، تأثیر می‌گذارد. در مقابل لاستیک سیلیکون جامد که در حالت از قبل مخلوط شده و ولکانس خریداری می‌شوند، می‌باشد. در مقابل، لاستیک سیلیکون سخت با فرایند قالب‌گیری انتقالی فرآوری می‌شوند، که در کنترل و یکپارچگی کمتر که منجر به تنوع بخشی بالاتر می‌شود، اثر می‌گذارد. علاوه بر این، مواد تولید شده از لاستیک سیلیکون جامد در دماهای بالاتر فرآوری می‌شود و زمان ولکانس بالاتری را نیازدارد.
سیلیکون مایع شاخص چگالی پایینی دارد و نیازمند آب‌بندی خوب حفرهٔ قالب را نیاز دارد تا یک محصول نهایی بدون پلیسه را تضمین کند. چون تزریق در دماهای بالا انجام می‌شود، انقباض طبیعی و steel dilation ماده باید در مراحل طراحی ابزارهای LSR در نظر گرفته شود.
از بخش اندازه‌گیری ماشین قالب‌گیری تزریق، ترکیب از داخل یک سیستم راهگاه (رانِر) و درگاه ورودی (اسپرو) خنک شده به داخل یک حفرهٔ گرم شده که در آن ولکانس انجام می‌شود، فشار داده می‌شود. نتیجهٔ راهگاه سرد و خنک کاری کلی عدم تلفات موارد در مجراهای تغذیه می‌باشد. خنک کاری به تولید قطعات SLR این اجازه را می‌دهد که به تلفات موارد در حر صفر برسد، از بین بردن عملیات چیدن و ساخت (trimming and yielding) بازده اقتصادی را به شدت بالا می‌برد.
به سبب طبیعت چگالی سیلیکون مایع، این مایعات در فشارهای بالا (500-5000psa) پمپ می‌شوند. مواد خام در دو ظرف نگهدارندهٔ جدا منتقل می‌شوند که با نام‌های ترکیبات A و B شناخته می‌شوند. معمولاً بخش B دارای کاتالیزگر است اما براساس نوع و برند سیلیکون متغیر است. دو جز A و B باید با نسبت مساوی، معمولاً با مخلوط کن ایستا، مخلوط شوند. وقتی دو جز به هم رسیدند بلافاصله عملیات بهبود آغاز می‌شود. یک چیلر که آب را به اتصالات دوجداره می‌رساند معمولاً برای تأخیر فرایند بهبود نسبت به رسیدن مواد به داخل قالب استفاده می‌شود! رنگدانه‌های رنگی می‌تواند از طریق یک تزریق‌کنندهٔ رنگ که در تزریق با پمپ مواد قرار دارد قبل از ورود مواد به بخش مخلوط کن ایستا اضافه شود.

## مزایا
- تکرارپذیری فرایند
- ثبات دسته (ماده‌ای آماده برای استفاده)
- تزریق مستقیم (بدون اتلاف)
- زمان چرخهٔ کوتاه
- بدون پلیسه
- روند خودکار
- سیستم خودکار خارج کردن از قالب